# Cvilin, Podgorica
Cvilin este un sat din municipiul Podgorica, Muntenegru. Conform datelor de la recensământul din 2003, localitatea are 7 locuitori (la recensământul din 1991 erau 9 locuitori).

## Demografie
În satul Cvilin locuiesc 7 persoane adulte, iar vârsta medie a populației este de 66,7 de ani (69,0 la bărbați și 62,0 la femei). În localitate sunt 4 gospodării, iar numărul mediu de membri în gospodărie este de 1,75.
Această localitate este populată majoritar de sârbi (conform recensământului din 2003).
|  |

| Demografie | Demografie | Demografie |
| An         | Locuitori  | Locuitori  |
| ---------- | ---------- | ---------- |
|            |            |            |
|            |            |            |
|            |            |            |
|            |            |            |
| 1948       | 80         |            |
| 1953       | 64         |            |
| 1961       | 46         |            |
| 1971       | 36         |            |
| 1981       | 9          |            |
| 1991       | 9          | 8          |
| 2003       | 7          | 7          |

| \| Componența etnică conform recensământului din 2003[2] \| Componența etnică conform recensământului din 2003[2] \| Componența etnică conform recensământului din 2003[2] \| Componența etnică conform recensământului din 2003[2] \| Componența etnică conform recensământului din 2003[2] \| \| ----------------------------------------------------- \| ----------------------------------------------------- \| ----------------------------------------------------- \| ----------------------------------------------------- \| ----------------------------------------------------- \| \| \| \| \| \| \| \| Sârbi \| Sârbi \| \| 5 \| 71,42% \| \| Muntenegreni \| Muntenegreni \| \| 2 \| 28,57% \| \| necunoscută \| necunoscută \| \| 0 \| 0% \| |              |  |   |        |
| Componența etnică conform recensământului din 2003 |              |  |   |        |
| |              |  |   |        |
| Sârbi | Sârbi        |  | 5 | 71,42% |
| Muntenegreni | Muntenegreni |  | 2 | 28,57% |
| necunoscută | necunoscută  |  | 0 | 0%     |